# 小行星7155
小行星7155是一颗围绕太阳公转的小行星。1979年12月23日，亨利·德波鸿诺、埃德加·蘭赫爾·內托（Edgar Rangel Netto）在拉西拉天文台发现了此天体。
这颗小行星的绝对星等为339.4538678720483等。